# اليوم الوطني للباس التقليدي (تونس)

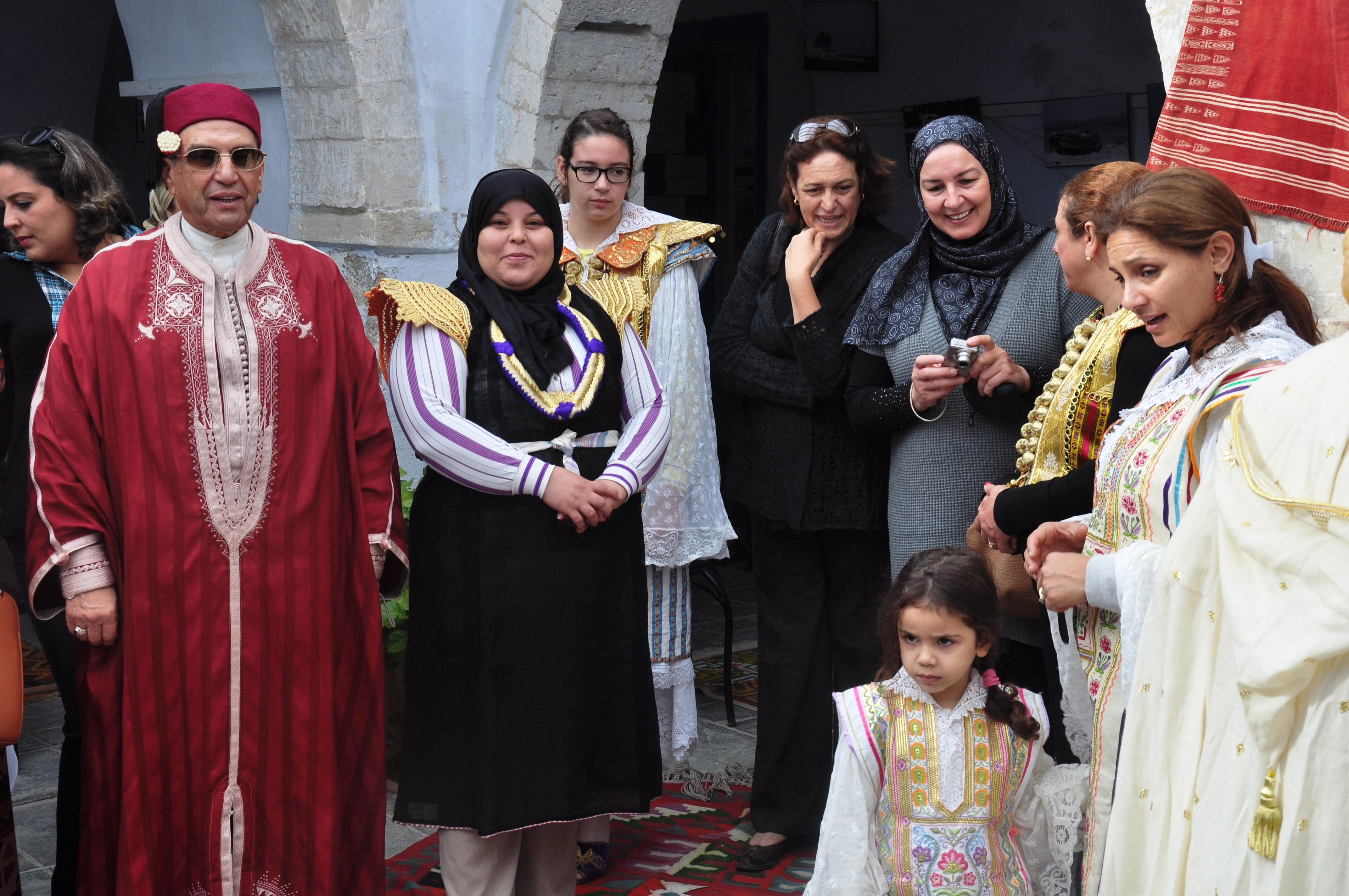
لباس تقليدي تونسي

اليوم الوطني للباس التقليدي هو يوم 16 آذار / مارس و هو يوم احتفال سنوي يرتدي فيه التّونسيون لباس تقليدي تونسي ، في المؤسّسات العموميّة مثل المدارس و المعاهد و الجامعات ، احتفالا بلباسهم 'التونسي' المميّز . كما يتم فيه إسناد جائزة «الخمسة الذهبية» لأحسن ابتكار في اللباس التقليدي.
و تهدف هذه التّظاهرة إلى التّرويج للسّياحة ، كما تهدف إلى رد الاعتبار للّباس التّفليدي التّونسي و التّشجيع على الاستثمار في مجال الصّناعات التّقليديّة.